# I 40.000 di Gehenna
I 40.000 di Gehenna è un romanzo di fantascienza di C.J. Cherryh, ambientato nell'universo della Lega e della Confederazione tra il 2354 e il 2658, ed è una delle poche opere (con Cyteen e Regenesis) che descrivono le vicende dal lato della Confederazione.
Il libro fu inizialmente pubblicato nel 1983 in un'edizione limitata da Phantasia Press, seguita l'anno dopo da un'edizione in brossura della DAW Press.

## Trama
Alla fine delle guerre dell'Anonima, il governo della Confederazione invia in segreto una spedizione composta da 42.363 umani e azi su Gehenna, un raro pianeta abitabile scoperto da poco, con l'obiettivo di crearvi una colonia. All'insaputa dei coloni, il governo non ha alcuna intenzione di sostenere l'insediamento: esso viene completamente abbandonato a se stesso, con l'intenzione di creare un serio problema a lungo termine per la Lega, nel cui territorio Gehenna si trova.
I coloni entrano presto in contatto con una specie di animali locali simili a rettili, che chiamano "caliban". Inizialmente li considerano una fonte di disturbo e tentano di tenerli lontani dall'insediamento umano, ma poi si rendono conto che ne esistono diverse razze che si differenziano per colore e dimensione, e posseggono una struttura sociale (i caliban più piccoli servono i grandi "bruni"). Inoltre diviene chiaro che essi sono capaci di comunicare, almeno a livello simbolico, e che possono sviluppare legami empatici con gli esseri umani. Col tempo si sviluppa una forma di simbiosi, in cui ciascun umano stabilisce un rapporto stabile con un caliban.
La colonia, che non riceve rifornimenti dall'esterno ed è completamente isolata, gradualmente decade verso uno stile di vita primitivo. In queste condizioni, agli azi (che sono la grande maggioranza della popolazione) viene permesso di formare famiglie e avere figli. Anche i pochi umani non-azi formano famiglie con gli azi. Circa sessant'anni più tardi, Gehenna viene riscoperto da una missione esplorativa della Lega, che dapprima tenta di intervenire, ma poi rinuncia al contatto diretto, e si limita ad osservare lo sviluppo della cultura gehennana, con la formazione, nell'arco di parecchie generazioni, di due società fondamentalmente opposte, in due punti diversi del continente (lungo il fiume Stige e il fiume Nebbia). Un terzo gruppo di discendenti dei coloni, i "selvaggi", sviluppano rapporti molto più stretti con i caliban e vivono insieme a loro, diventando sempre meno comprensibili per gli altri umani.
Il romanzo segue diverse generazioni dei discendenti di un particolare azi, Jin, da cui hanno origine le due famiglie che governano le due culture rivali formatesi tra i gehennani. Vengono via via descritti il declino della colonia, lo stabilirsi dei rapporti tra umani e caliban, l'evoluzione culturale e l'impatto sull'ambiente del pianeta. Infine le due culture, una (quella dello Stige) più "mascolina" e aggressiva, l'altra (quella del Nebbia) più "femminile" e ricettiva, si scontrano e combattono per il predominio. Nelle ultime pagine del romanzo una delegazione della Confederazione sbarca sul pianeta e viene accolta in modo brusco e sbrigativo da Elai, la giovane governante del Nebbia, emersa vittoriosa dallo scontro con lo Stige. 

## Personaggi principali
Le date indicate sono in anni di Gehenna a partire dalla fondazione della colonia.
Personale militare della Confederazione
- Colonnello James A. Conn (m. 3) – governatore
- Capitano Ada P. Beaumont (m. 1) – vicegovernatore

Personale civile della Confederazione
- Marco X. Gutierrez (m. 32) – meteorologo

Personale azi
- Jin 458-9998 (m. 58) – azi di classe A
- Pia 86-687 (m. 46) – azi di classe A

Insediamento del fiume Nebbia
- Elai (178-241) – capo delle torri del fiume Nebbia

Insediamento del fiume Stige
- Jin 12 (170-205) – capo delle torri del fiume Stige

Personale della Lega
- Dott. Elizabeth McGee (MaGee) (attiva 188-205+) – scienziata che studia l'insediamento del Nebbia
- Dott. R. Genley (attivo 188-205, m. 205) – scienziato che studia l'insediamento dello Stige

## Collegamento conCyteen
Il romanzo è ambientato nell'universo della Lega e della Confederazione: ciò è reso chiaro dal fatto che la colonia è fondata dalla Confederazione, e in seguito dal ruolo degli osservatori della Lega. L'obiettivo della Confederazione è di creare un serio problema per la Lega, quando a quest'ultima viene ceduta la regione di spazio che comprende Gehenna. Nel romanzo Cyteen la scoperta di Gehenna da parte della Lega provoca un incidente diplomatico tra le due potenze, ed è causa di un grave scandalo politico nella Confederazione. Si scopre anche che, all'insaputa dei militari, Reseune, l'azienda produttrice degli azi, aveva introdotto modifiche nella psicologia e nel genoma degli azi stessi per aiutarli a sopravvivere.